# Eisothistos
Eisothistos är ett släkte av kräftdjur. Eisothistos ingår i familjen Expanathuridae.

## Dottertaxa tillEisothistos, i alfabetisk ordning[1]
- Eisothistos adcentralis
- Eisothistos adlateralis
- Eisothistos andamanensis
- Eisothistos anomala
- Eisothistos antarcticus
- Eisothistos atlanticus
- Eisothistos bataviae
- Eisothistos bellonae
- Eisothistos besar
- Eisothistos bifidus
- Eisothistos corallina
- Eisothistos corinellae
- Eisothistos crateris
- Eisothistos macquariensis
- Eisothistos macrurus
- Eisothistos maledivensis
- Eisothistos minutus
- Eisothistos moreirai
- Eisothistos neoanomalus
- Eisothistos nipponicus
- Eisothistos nowrae
- Eisothistos petrensis
- Eisothistos poseidon
- Eisothistos pumilus
- Eisothistos rishikondensis
- Eisothistos societensis
- Eisothistos tayronae
- Eisothistos teri
- Eisothistos vermiformis
- Eisothistos victoriae